# Lachamp-Raphaël

Lachamp-Raphaël este o comună în departamentul Ardèche din sud-estul Franței. În 1 ianuarie 2022 avea o populație de 66 de locuitori.